# Agrias rothschildi
Agrias rothschildi är en fjärilsart som beskrevs av Percy I. Lathy 1924. Agrias rothschildi ingår i släktet Agrias och familjen praktfjärilar. Inga underarter finns listade i Catalogue of Life.